# Villa Lebrun

Villa Lebrun

Die Villa Lebrun ist eine Villa, die der Architekt und Ingenieur François Martin Lebrun für seinen Bruder, den Tiefbauunternehmer Jean Auguste Lebrun, 1828/29 in Marssac-sur-Tarn errichten ließ (Heute: Rue St. Martin.). Das Gebäude wurde komplett aus Stampfbeton hergestellt, den François Martin Lebrun erfunden hatte. Es ist das erste Gebäude seit der Antike, das komplett aus Beton gebaut wurde.

## Gebäude
Die Villa wurde zwar komplett aus Beton gebaut, allerdings auf einem Pisé-Fundament. Sie liegt nahe dem Ufer des Tarn. Das ursprüngliche Gebäude war rechteckig, etwa 19 × 11 m groß. Ein hohes Souterrain enthält die repräsentativen Räume. Die Küche befindet sich im Keller und ist über eine Treppe mit dem Speisezimmer verbunden. Über dem Erdgeschoss liegt ein weiteres Wohngeschoss, das aus drei fast gleich großen Zimmern auf der Seite zum Tarn hin besteht. Auf der Gartenseite verläuft eine Galerie mit fünf rundbogigen Fenstern. Von hier führt eine zweiläufige, ebenfalls aus Beton erstellte Freitreppe in den Garten. Im Gegensatz zu dem Verfahren bei der herkömmlichen Pisé-Bauweise wurden architektonische Gliederung und Baudekoration bereits beim Erstellen der Beton-Wände mit hergestellt. Allerdings beschränkte Lebrun sich auf einfache Simse und Gliederungselemente.
Im Inneren des Hauses wölbte Lebrun die Decken im ersten Stock extrem flach ein, die Decke über der Galerie dagegen hat einen halbkreisförmigen Querschnitt mit Stichkappen an den Schmalseiten. Die drei großen Wohnräume besitzen drei parallele, aber flache Wölbungen.

## Garten

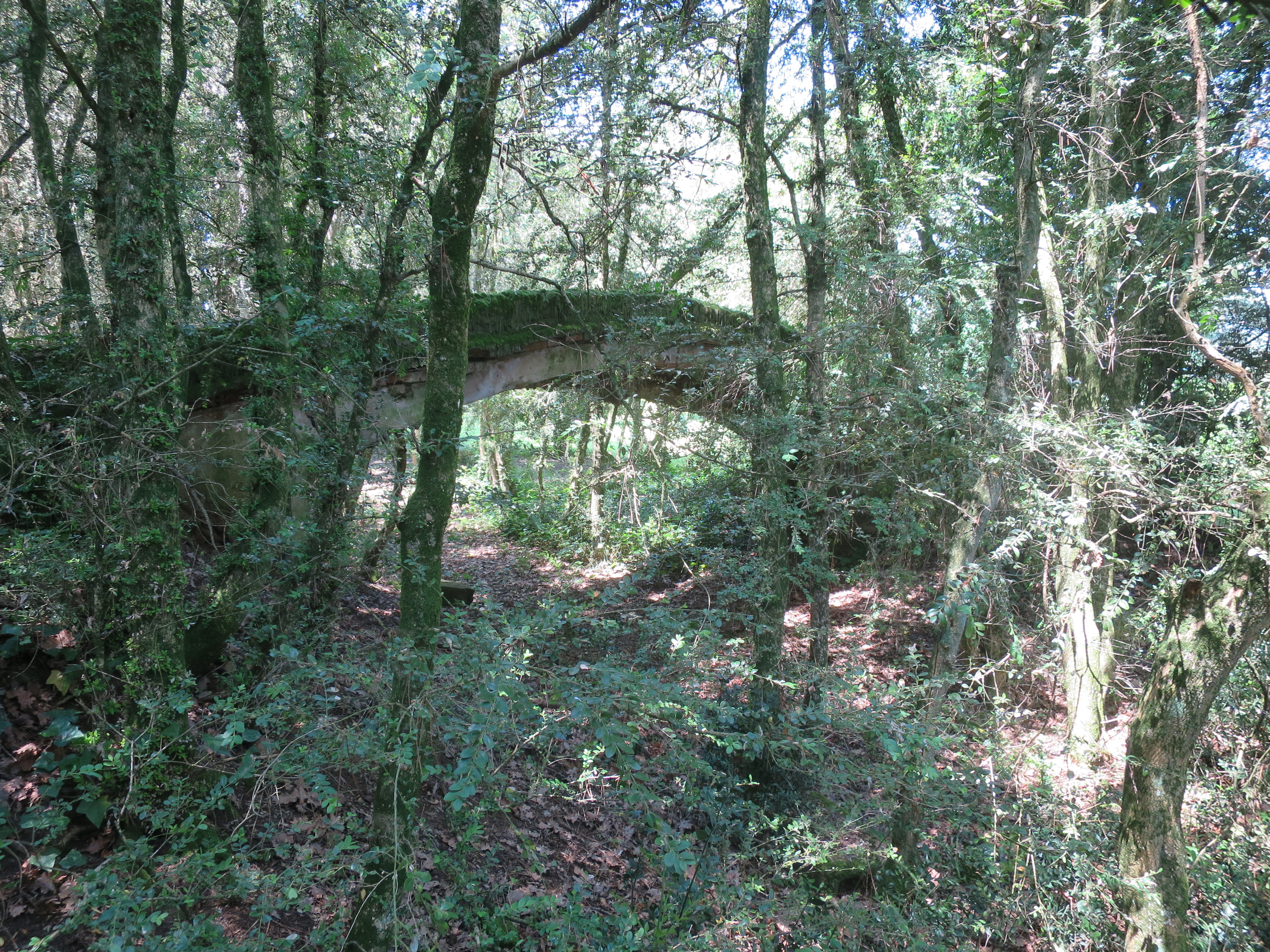
Betonbrücke im Garten

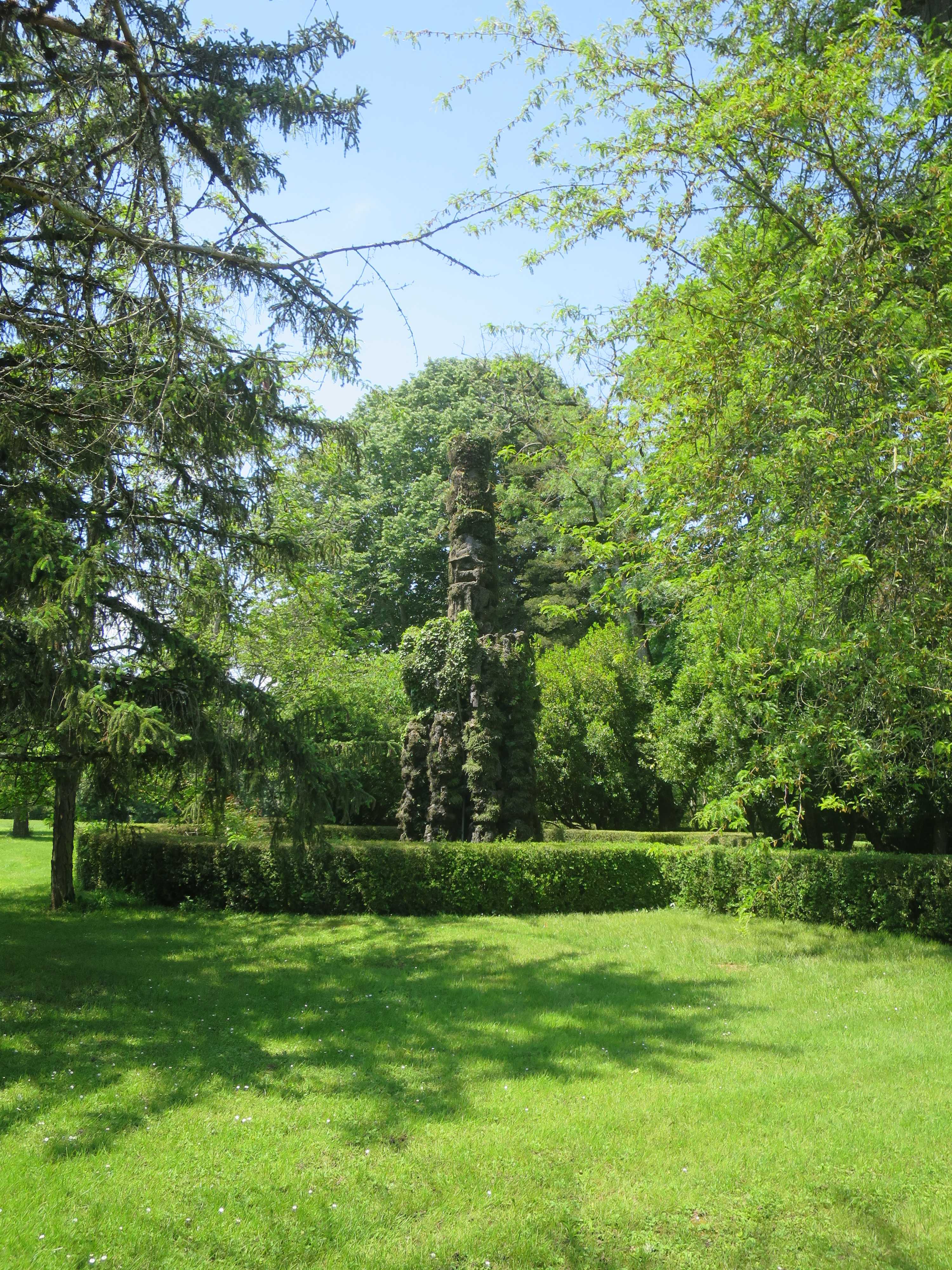
Fontänen aus Beton

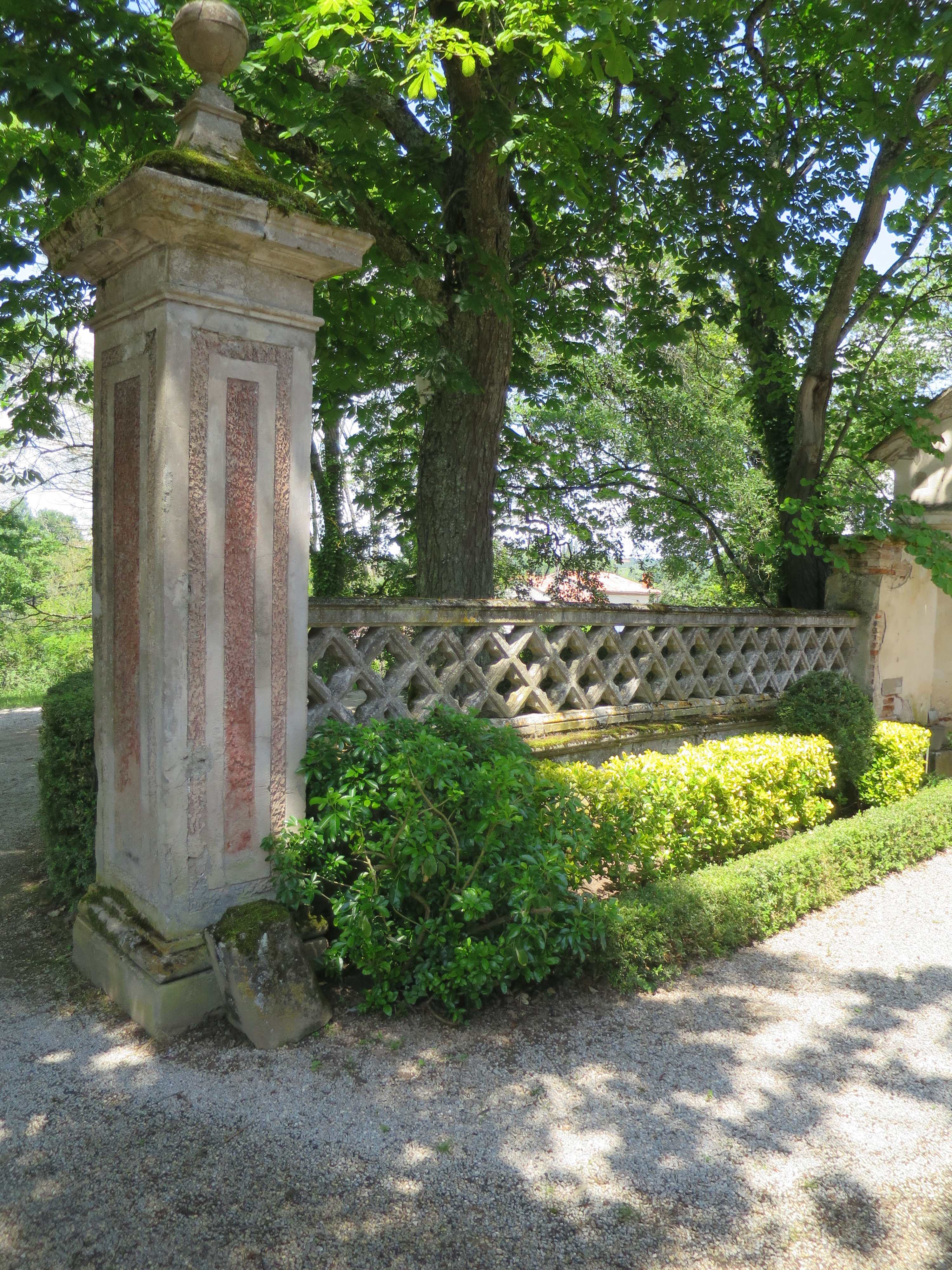
Betonzaun

Die den Hof zum Garten abschließende Einfriedung besteht aus zwei Torpfeilern und Balustraden aus Betonelementen im neugotischen Stil. Auch im Garten sind Beton-Objekte aus der Erbauungszeit erhalten: Die Mittelachse der Galerie ist auf ein polygonales Becken ausgerichtet. In dessen Mitte steht eine Fontäne aus Beton. Weiter gibt es in dem Garten eine kleine Beton-Brücke, die zu dessen romantischer Ausstattung gehörte. Sie besteht aus einem flachen Betonbogen auf Backsteinwiderlagern und war auf der Unterseite mit (heute abgebrochenen) Stalaktiten dekoriert. Zusammen mit den Dekorelementen aus Betonstein dürfte es sich bei diesen Objekten um die frühesten bekannten Beispiele handeln. Die Brüder Lebrun besaßen in Marssac-sur-Tarn eine Fabrik, die solche Dekorationselemente aus Kunststein herstellte.

## Funktion
Die Villa war so nicht nur das Wohnhaus für Jean Auguste Lebrun, sondern diente zusammen mit dem Garten den Brüdern als Referenz-Modell für Bauen mit Stampfbeton und Dekorationselemente aus diesem Material. Sie betrieben gemeinsam insgesamt drei Fabriken, die hydraulischen Kalk produzierten und konnten potentiellen Kunden mit der Villa zeigen, was mit dem neuen Baustoff alles möglich war. Dem dienten auch Veröffentlichungen, die sich auf die Villa und das neue Bauverfahren allgemein bezogen. Das Gebäude und das neue Verfahren erfuhren in der zeitgenössischen Fachwelt einige Beachtung.

## Erhalt
Baumaterial und Konstruktion bewährten sich. Es bildeten sich zwar einige kleinere Risse im Mauerwerk. Diese waren aber nicht erheblich und vielleicht auf das Pisé-Fundament zurückzuführen. Allerdings erwies sich das ursprüngliche Gebäude, das nur drei Wohnräume aufwies, bald als zu klein. Wohl in den 1840er Jahren kamen dreiachsige niedrigere Seitenflügel hinzu. Ihre Fenster und Türen haben Gewände und vorgefertigte Füllungen für die Brüstungen aus Beton. Das ursprüngliche Dachgewölbe, das frei lag, ist zwar noch vorhanden, musste aber durch ein konventionelles Dach über- und verdeckt werden. Zu einem späteren Zeitpunkt ergänzten nachfolgende Eigentümer die Anlage um Wirtschaftsgebäude, die aber nun aus Bruch- und Backstein errichtet wurden. Weitere Veränderungen stammen aus noch jüngeren Umbauphasen. Die heute erhaltene Innendekoration stammt aus der zweiten Hälfte des 19. Jahrhunderts.
Das Gebäude wird nach wie vor bewohnt. Die heutige Eigentümerin vermietet im Gebäude zwei Fremdenzimmer.
Trotz der technik- und architekturgeschichtlichen Bedeutung des Ensembles als ersten Betongebäudes der Neuzeit und Referenzgebäudes für Stampfbeton führt das Ministerium für Kultur und Kommunikation die Anlage nicht als Kulturdenkmal.